# 北卡羅萊納州第四國會選區
北卡羅萊納州第四國會選區是北卡罗来纳州的中部的一個美國國會選區，當前眾議員為民主黨的薇樂莉·傅希。

## 概要
該選區是一個「集中選票」式的選區劃分例子之一。
在法院於2016年要求重新劃分區域之前，該地區幾乎是連續的。北部和南部部分由沿Lee / Harnett線幾乎看不到的地帶相連。